# 直別信号場
直別信号場（ちょくべつしんごうじょう）は、北海道釧路市音別町直別にある北海道旅客鉄道（JR北海道）根室本線の信号場。電報略号はチク。事務管理コードは▲110428。旅客営業当時の駅番号はK43。

## 歴史
当初は駅として開設されたが、利用者減少により2019年（平成31年）3月16日に旅客取り扱いを廃止し、信号場となった。

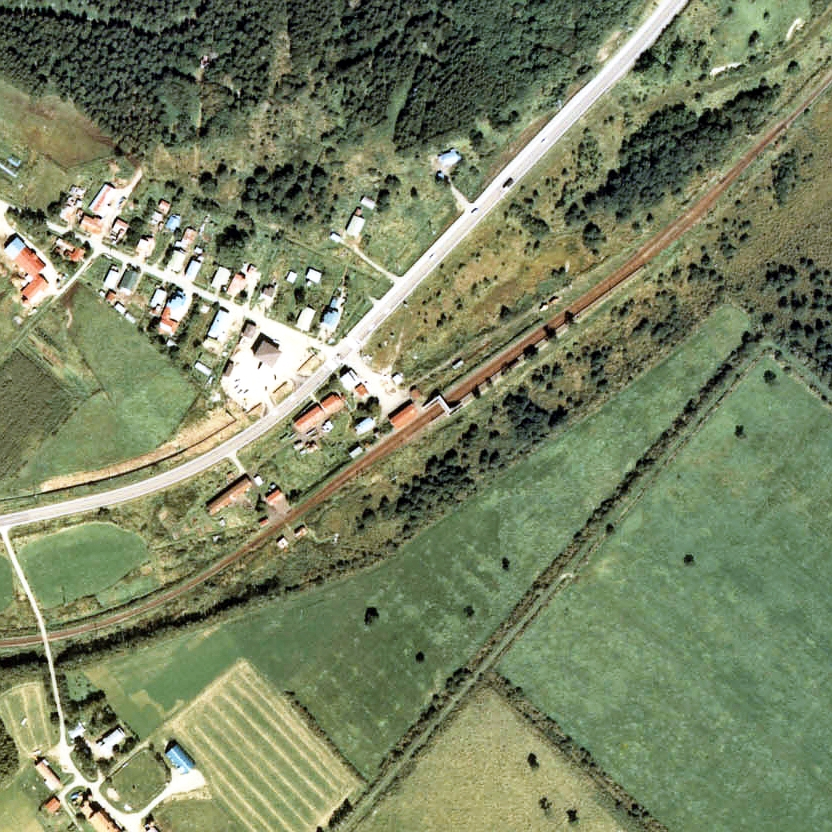
1977年（昭和52年）の直別駅と周囲約500mの範囲。右上が根室方面。かつては駅裏側に主に留置用の副本線が敷かれて島式ホームとなっていて、複合ホーム2面3線を有していた。この写真の時点では貨物取扱廃止に伴い副本線は尺別側が切られて引込線化され、さらに後に撤去されて相対式ホームとなった。また駅表の尺別側も貨物ホームと上屋と引込線が認められるが、引込線の方は現在も保線用として残されている。。

- 1907年（明治40年）10月25日：国有鉄道釧路線（根室本線の前身）厚内駅 - 音別駅[注釈 2]に直別駅として開業（一般駅）[7][5][8]。
- 1971年（昭和46年）
  - 月日不詳：跨線橋設置。
  - 10月2日：根室本線滝川駅 - 釧路駅の完全CTC・自動信号化に伴い簡易委託化[5]（駅員無配置駅[9]）。貨物・荷物取扱い廃止[10]。
- 1987年（昭和62年）4月1日：国鉄分割民営化によりJR北海道に継承[2]。
- 1992年（平成4年）4月1日：簡易委託廃止、完全無人化。
- 1993年（平成5年）1月15日：釧路沖地震により被害。当駅はホームのずれ、レール変状、機器室内経電連動器の倒壊、信号機柱の倒壊が発生[11][12]。
- 1995年（平成7年）：廉価版PCまくらぎ（後年、宗谷本線高速化で採用）の試験敷設を構内で実施[13]。
- 1996年（平成8年）度：石勝線・根室線高速化工事に伴い同年度に構内改良[14]。高速通過対応の両開き分岐器を挿入[15]。
- 2003年（平成15年）
  - 9月26日：十勝沖地震により駅舎倒壊、信号施設に被害。駅構内を通過中の特急「まりも」が脱線[5][16]。
  - 12月25日：駅舎を新築し同日より供用開始[5][17]。
- 2018年（平成30年）6月20日：JR北海道が釧路市に対して、翌年3月に実施予定のダイヤ改正で当駅を廃止する検討を伝えた旨が報道される[18]。
- 2019年（平成31年）3月16日：利用者減少に伴い、同日のダイヤ改正で旅客取扱い廃止。直別信号場となる[5]。
- 2022年（令和4年）9月14日：同日3時46分頃に当信号場構内で異常時対応訓練中の列車に対し、誤った進路が構成されていたにもかかわらず進行信号が出され、誤進入となる事故が発生[19][1]。

### 信号場名の由来
所在地名より。「直別」の地名は所在地の釧路市音別町から隣接する浦幌町にかけて跨る地名であり、現在の直別川を指すアイヌ語の「チュㇰペッ（cuk-pet）」（秋・川）に由来する。由来について江戸時代後期のアイヌ語通詞である上原熊次郎は秋に現在の川辺で小魚を捕り、食糧としたためとしているほか、明治時代のアイヌ語研究者である永田方正は、夏に水が涸れ、秋には増水したためと解釈している。
このほか、松浦武四郎が『東蝦夷日誌』においてクスリ（今の釧路）で聞いた説として、かつて川上に月ぐらい明るい隕石が落ちたことにより「チュㇷ゚ペッ（cup-pet）」（月・川）と名付けられた、と紹介しているが、上原による説・解釈が自然とされる。

## 構造
2線を有する列車交換型の信号場。根室本線は1996年（平成9年）の営業最高速度向上（85 km → 130 km）に合わせて一線スルー型とした駅もいくつかみられるが、当駅は前後に半径300m台の曲線が連続し高速での通過は行えないことから、一線スルー型とはせずに最高 75 km/h（改良当時運行していたキハ283系の場合）で通過可能な両開き分岐器によって対応している。
旅客駅時代末期は相対式2面2線のホームを有し、跨線橋で結んだ地上駅（駅舎側1番線が下り、2番線が上り）であった。駅舎は無人化後も有人駅時代のものが減築の上使用されていたが、2003年（平成15年）の十勝沖地震で倒壊し、ログハウス調の建物となっていた。

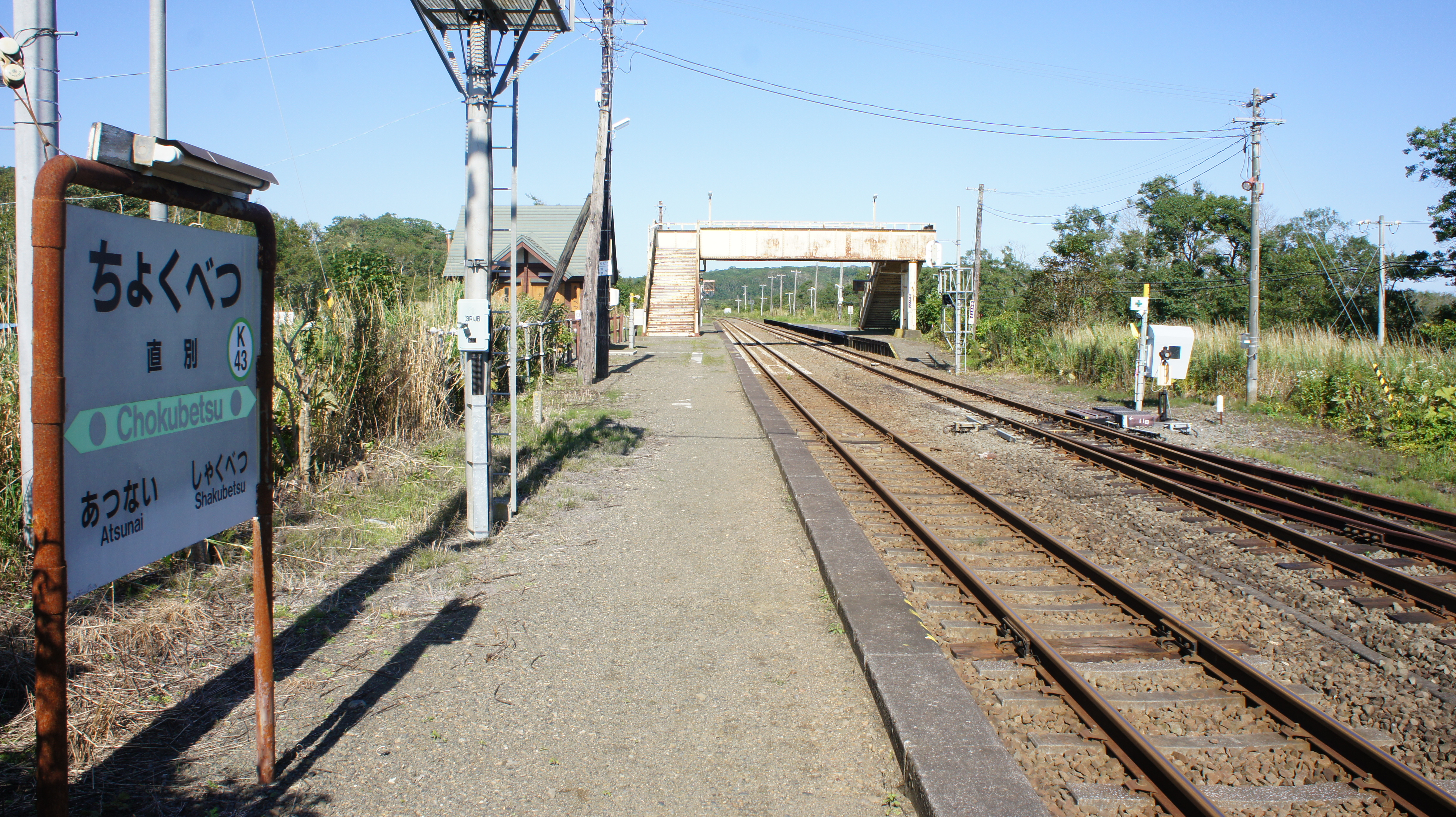
ホーム（2018年9月）
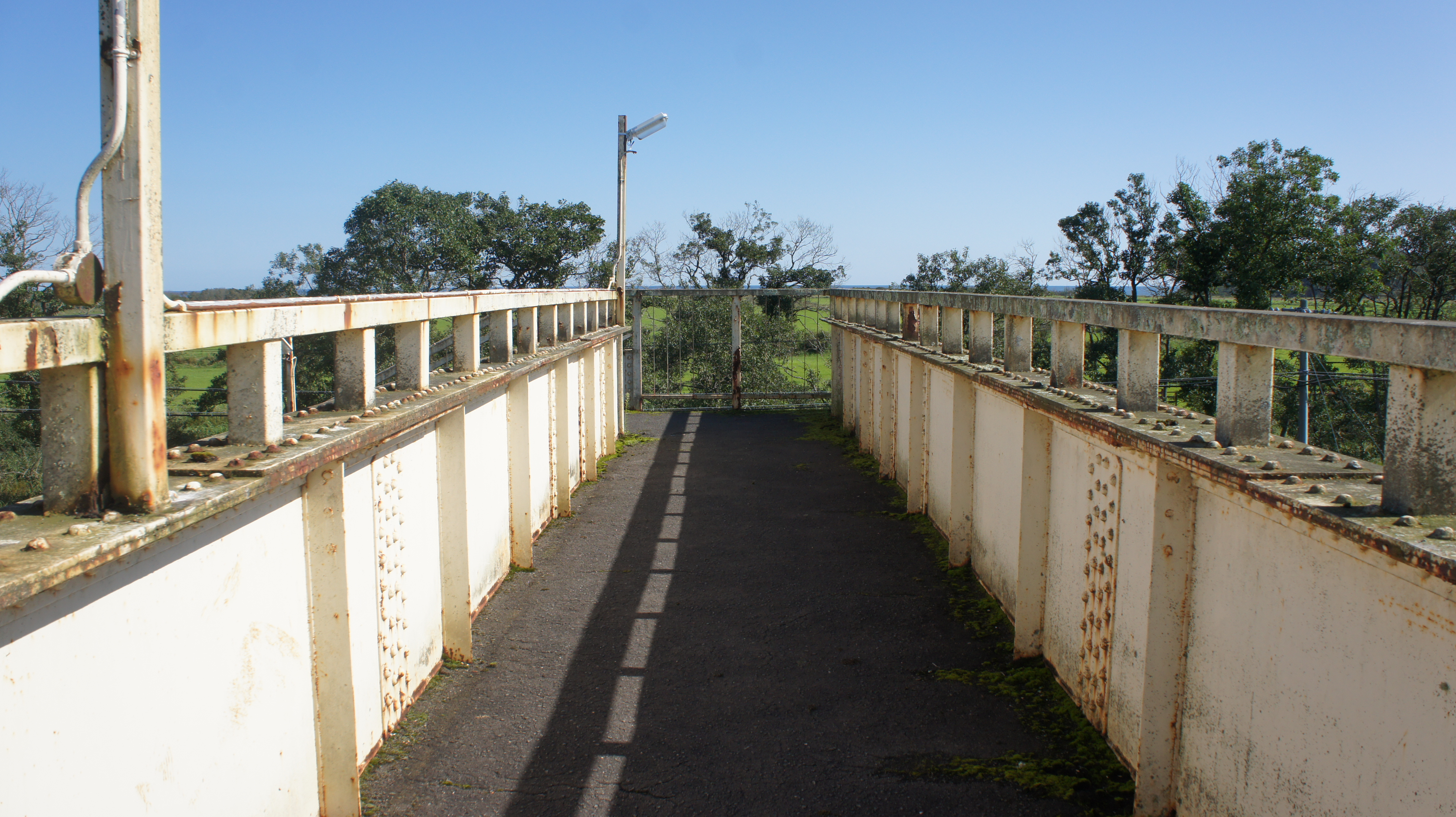
跨線橋（2018年9月）
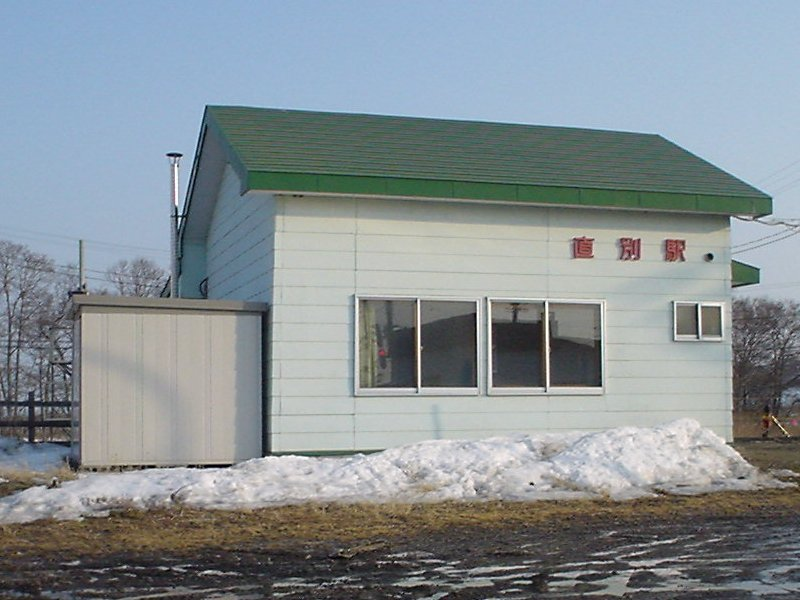
倒壊前の旧駅舎（2003年3月25日撮影）

## 利用状況
1960年代は開拓農家のほか国鉄職員、北海道電力直別変電所職員の利用があった。また、1961年（昭和36年）に中学校が閉校となったことで、通学利用もあった。駅として廃止される直前の2016年（平成28年）にJR北海道から発表された2011 - 2015年（平成23 - 27年）の乗降人員調査（11月の調査日）平均は「10名以下」であった。
なお貨物については、1926年（大正15年）の主要発送貨物として、木材・ダイコン・テンサイが挙げられている。

## 駅周辺
駅付近に住宅が数軒ある。駅のすぐ西に十勝郡浦幌町との市町境界がある。
- 国道38号
- 浦幌町コミュニティバス「旧ドライブイン旭前」[23]

## 隣の駅
北海道旅客鉄道（JR北海道）
■根室本線
厚内駅 (K42) - （直別信号場） - （尺別信号場） - 音別駅 (K45)

## 記録と調査
釧路市立博物館では、廃止になった駅や簡易軌道などの調査と研究を行っており、記録や資料、証言を収集している。2019年（平成31年）3月16日の尺別駅と直別駅の廃止に合わせ、同年3月2日から4月6日、同館常設展示室内においてミニ企画展「尺別駅と直別駅」が開催され、両駅の駅名標や時刻表、行先標などが展示された。また同年9月15日、展示内容とその後の調査結果などをまとめたブックレット『尺別駅と直別駅』が刊行されている。